# 2-Mercaptobenzimidazol
2-Mercaptobenzimidazol ist eine chemische Verbindung aus der Gruppe der Benzimidazole, welche als Alterungsschutzmittel und für besonders vibrationsarmen, hitzebeständigen Kautschuk verwendet wird.

## Gewinnung und Darstellung
2-Mercaptobenzimidazol kann aus o-Phenylendiamin und Kalium-O-ethyldithiocarbonat oder Kohlenstoffdisulfid gewonnen werden.

## Eigenschaften
2-Mercaptobenzimidazol kann in zwei tautomeren Formen, 1H-Benzo[d]imidazol-2(3H)-thion und 1H-Benzo[d]imidazol-2-thiol, vorliegen: